# Insula Diavolului
Insula Diavolului franceză Île du Diable este o insuliță care se află în Oceanul Atlantic la 13 km de coasta coloniei Guiana franceză din America de Sud. Din punct de vedere administrativ aparține împreună cu grupul de insule din apropiere, de orașul Cayenne. Insula Diavolului (Îles du Salut) este de fapt cea mică insulă din grup, ea se întinde pe o suprafața de 14 ha, având lungimea de 940 m și lățimea de  320 m. Punctul cel mai înalt al insulei se află la altitudinea de 40 m deasupra n.m.

## Istoric

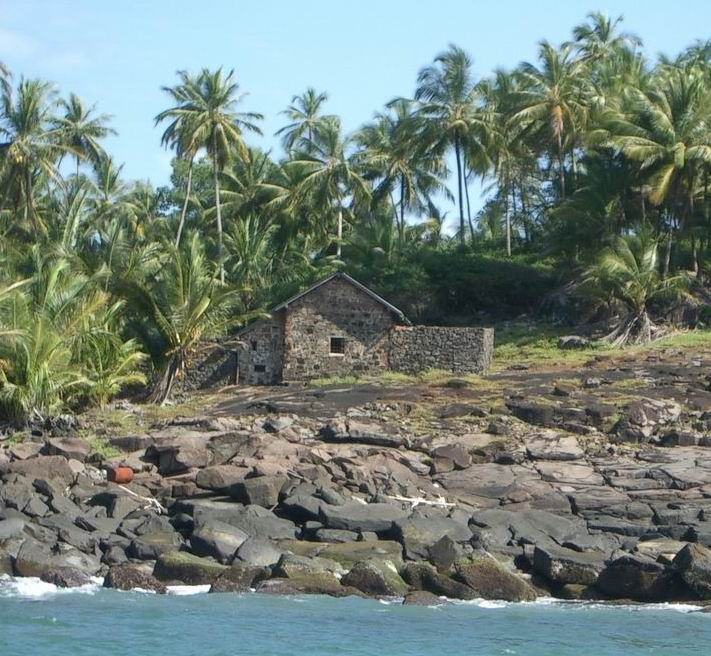
Insula Diavolului

Insula a fost în trecut între anii 1852 și 1946, locul de deportare a deținuților recalcitranți, înrăiți, care erau considerați deosebit de periculoși. Printre deținuții renumiți care au fost deportați pe insulă se numără căpitanul de artilerie Alfred Dreyfus, el a fost aici între anii 1895 - 1899. Dreyfus este lăsat liber în 1903, mulțumită intervenției lui Émile Zola. Prin anii 1930 Armata Salvării a reușit să determine guvernul francez să sisteze deportările deținuților pe insulă. Insula Diavolului devine cunoscută prin romanul autobiografic Papillon.